# Liban Abdi
Liban Abdi (somálsky Liibaan Cabdi, arabsky لبان عبدي‎; * 5. října 1988, Burao, Somálsko) je somálsko-norský fotbalový záložník. Jako hráč působil v Norsku, Anglii, Maďarsku, Portugalsku, Turecku a Bulharsku.